# Гехлин, Эстер

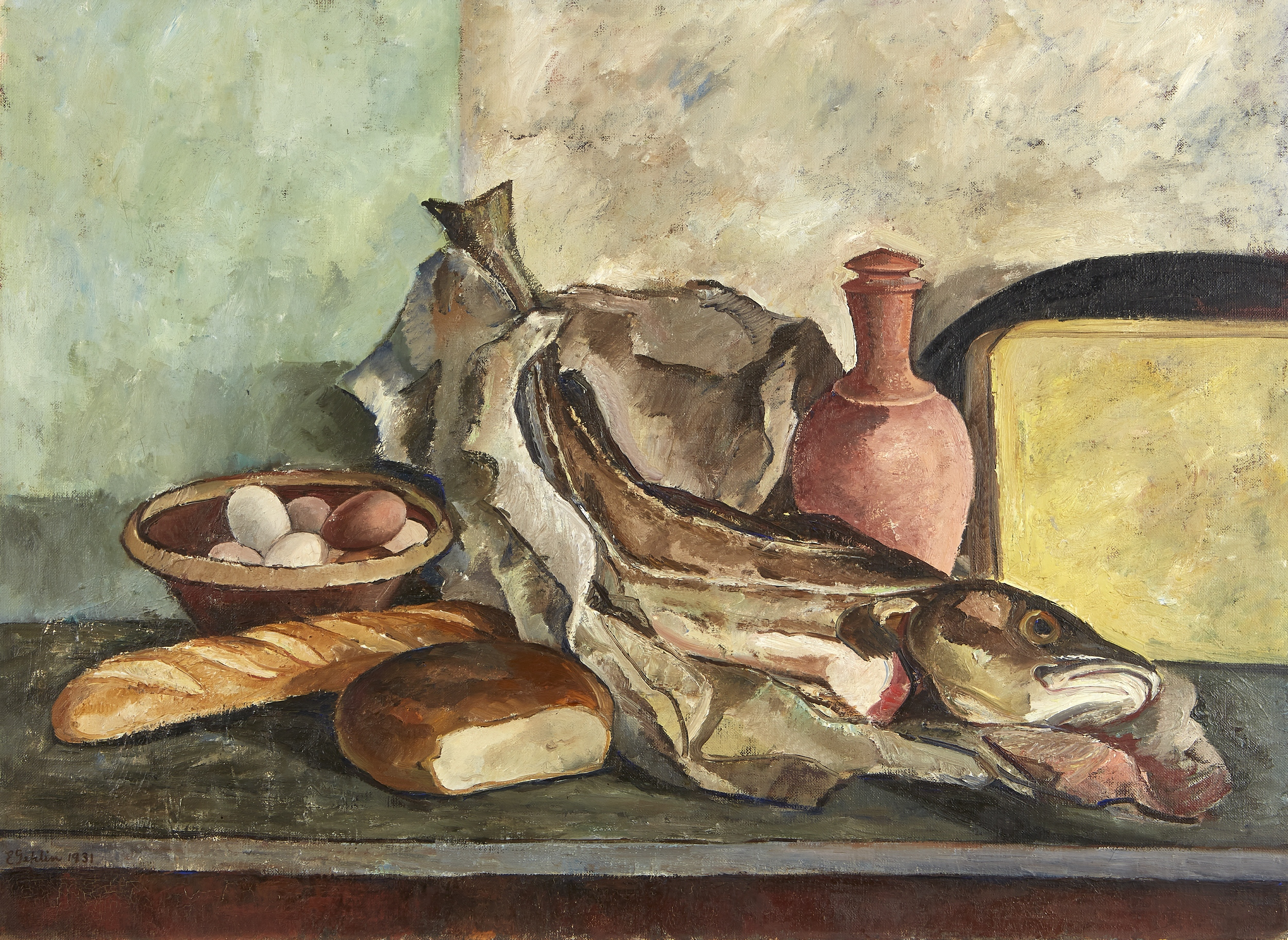
«Натюрморт с треской и хлебом», картина Эстер Гехлин 1931 года

Эстер Гехлин (швед. Esther Gehlin; 24 марта 1892, Копенгаген — 23 октября 1949) — датско-шведская художница еврейского происхождения, писавшая акварелью и маслом в жанрах натюрмортов, интерьеров, портретов и пейзажей. С 1922 года она и ее муж, художник Хуго Гелин, поселились в шведском городе Хельсингборг, где в их доме часто собирались местные художники и писатели. В 1940-х годах она создавала текстильные аппликации под влиянием раннехристианского искусства. 

## Биография
Эстер Энрикес родилась в Фредериксберге, тогда районе Копенгагена, 24 марта 1892 года в семье директора фабрики Михаэля Эмиля Мартина Энрикеса и Жюли Кристиан Поульсен. Благодаря успеху её отца в производстве трикотажных изделий, она росла в зажиточном еврейском доме среднего класса. С 1908 года она обучалась в Техническом институте в Копенгагене, в 1911 году, по его окончании, она была принята в Датскую королевскую академию изящных искусств в 1911 году, откуда выпустилась в 1915 году.
В июне 1917 года Гехлин вышла замуж за шведского художника Уго Гехлина (1889-1953). В 1920 году они провели год в Италии, посещая такие города, как Ассизи и Равенна, во время своей учебной поездки. По возвращении они провели совместную выставку в стокгольмской галерее Гуммесон. В 1922 году супруги поселились в Хельсингборге, сначала в Раусе, а с 1925 года в доме на улице Клеменс Гата, который стал местом сбора и общения для местных художников, писателей и актёров.

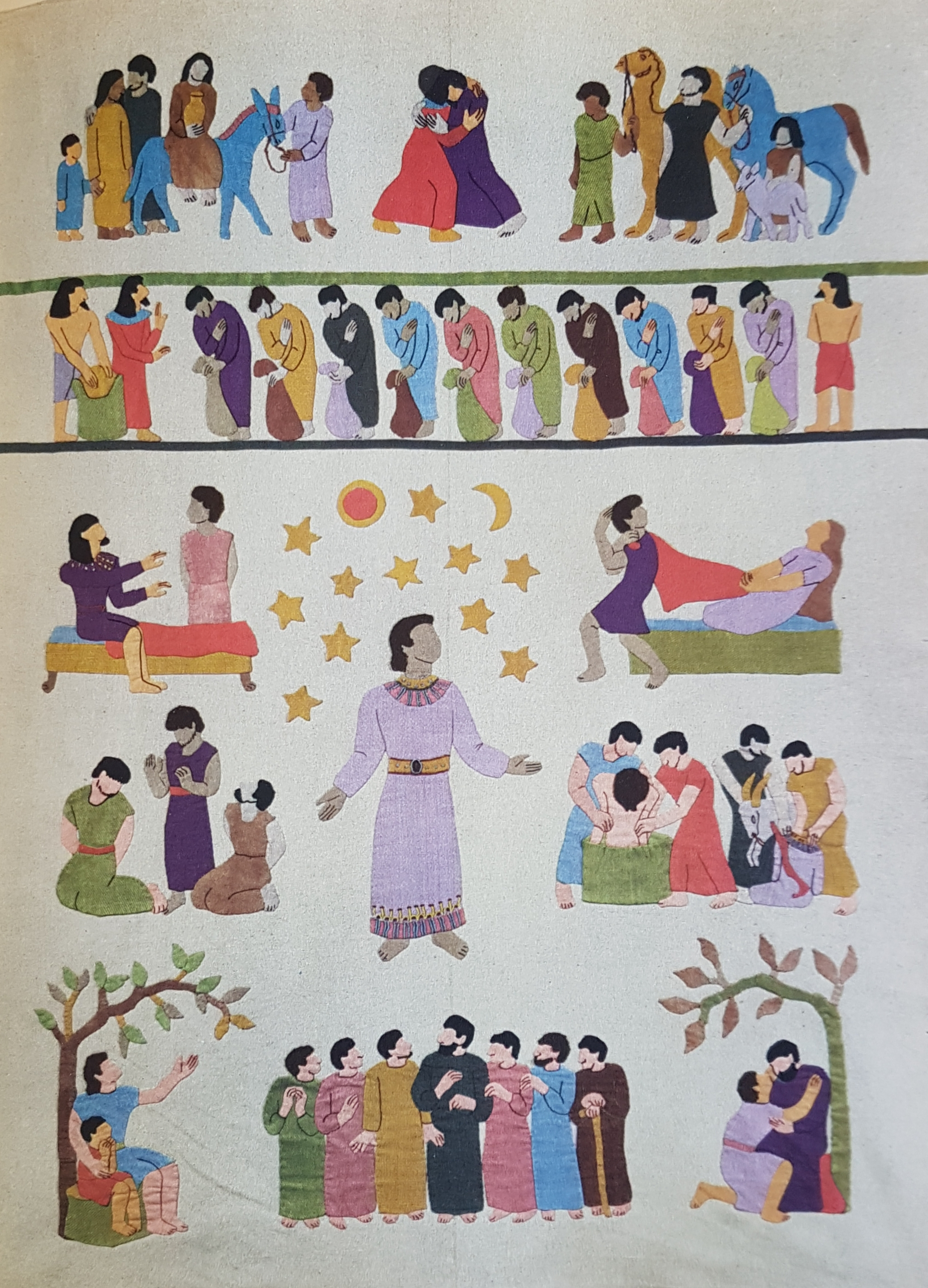
«Легенды об Иосифе», картина Э. Гехлин 1948 года

В течение многих лет Гехлин писала акварелью и маслом, создавая портреты, натюрморты и пейзажи, вдохновением для последних служили виды из её дома, которые открывались на городской порт, дома и сады. Её работы получали преимущественно положительные отзывы, особенно натюрморты. То же самое относилось и к её текстильным аппликациям, которые она создавала с конца 1930-х годов. Работы Эстер Гехлин ныне хранятся в Национальном музее Швеции, Музее современного искусства в Стокгольме, Художественном музее Мальмё и в музеях Хельсингборга. Ретроспектива её работ была проведена в хельсингборгском Художественном музее Викингсберга в 1952 году, когда Гелин могло бы исполниться 60 лет.
Эстер Гехлин умерла 23 октября 1949 года в Хельсингборге, где на кладбище Раус и была похоронена.